# 집행자 (1963년 영화)
《집행자》(The Executioner)는 스페인, 이탈리아에서 제작된 루이스 가르시아 베를란가 감독의 1963년 드라마, 코미디 영화이다. 니노 만프레디 등이 주연으로 출연하였다. 스페인의 영화 중 걸작 가운데 하나로 널리 간주된다.

## 출연

### 주연
- 니노 만프레디
- 엠마 페넬라

### 조연
- 호세 루이스 로페즈 바즈퀘즈
- 앤젤 알바레즈
- 귀도 알베르티
- 줄리아 까바 알바
- 마리아 루이사 폰테
- 마리아 이스베르트
- 에라스모 파스쿠알
- 샌 다스 볼라스
- 조시 오르자스
- 호세 마리아 프라다
- 펠릭스 페르난데즈
- 안토니오 페르안디스
- 롤라 가오스
- 산티아고 온타논
- 알프레도 란다
- 조시 사자토닐
- 아구스틴 곤잘레스
- 고요 레브레로
- 세르지오 멘디자발
- 커스 램프리브
- 페드로 벨트란
- 라파엘 페르난데스
- 엔리크 페라요
- 조시 안토니오 로드리게즈
- 발렌틴 토르노스
- 에밀리오 알론소
- 하비에르 에스코바
- 마누엘 알렉산드레

## 기타
- 원안각본: 라파엘 아즈코나
- 세트: 호세 안토니오 드 라 구에라